# Gretna (Louisiana)
|  | Dieser Artikel wurde aufgrund von inhaltlichen Mängeln auf der Qualitätssicherungsseite des Projektes USA eingetragen. Hilf mit, die Qualität dieses Artikels auf ein akzeptables Niveau zu bringen, und beteilige dich an der Diskussion! Eine nähere Beschreibung der zu behebenden Mängel fehlt. |

Gretna ist eine Stadt im US-Bundesstaat Louisiana und Verwaltungssitz des Jefferson Parish. Das U.S. Census Bureau hat bei der Volkszählung 2020 eine Einwohnerzahl von 17.814 ermittelt. 

## Geographie
Gretna liegt am Westufer des Mississippi River und gehört zur Metropolregion New Orleans. Die meisten Viertel von New Orleans einschließlich der Altstadt liegen am gegenüberliegenden Ufer des Mississippi, lediglich Algiers direkt nördlich von Gretna auf derselben Seite des Flusses.

## Geschichte
Nach der Gründung im 19. Jahrhundert wuchs die Stadt vor allem durch eine Fährverbindung nach New Orleans, die wichtige Bahnlinien mit dem Ostufer verband.
Nationale Bekanntheit erlangte Gretna im Zusammenhang mit dem Hurrikan Katrina im Jahre 2005, als Polizeikräfte auf der Brücke Crescent City Connection Flüchtlinge aus New Orleans mit vorgehaltener Waffe daran hinderten, das Stadtgebiet Gretnas zu betreten.

## Söhne und Töchter der Stadt
- Billy Fayard (1941–2012), Rhythm-&-Blues-Musiker und Clubbesitzer
- Lash La Rue (1917–1996), Schauspieler
- Eddie Lacy (* 1990), American-Football-Spieler
- Mel Ott (1909–1958), Right Fielder in der Major League Baseball
- Stanley Joseph Ott (1927–1992), römisch-katholischer Bischof
- Elfrid Payton (* 1994), Basketballprofi in der NBA